# 福建武夷山国家级自然保护区
福建武夷山国家级自然保护区是位于中国福建省武夷山市西部，黄岗山南侧，北与江西武夷山国家级自然保护区相连的武夷山国家级自然保护区，西邻建阳区、邵武市和光泽县，是“武夷山”世界遗产的重要组成部分。
福建武夷山国家级自然保护区成立于1979年，东西宽22千米，南北长52千米，总面积56527公顷，平均海拔1200米，最高海拔为黄岗山顶2158米。区内山体陡峭，高差悬殊，植被分布具有明显的垂直变化梯度，由低至高分布着常绿阔叶林、针阔叶混交林、针叶林和山顶草甸等植被类型，动植物资源极为丰富，对整个亚热带地区而言都具有代表性。